# قائمة الحوادث الإرهابية في تونس
تحتوي هذه المقالة على أهم الحوادث الإرهابية في تونس.

## القرن العشرين
| التاريخ                  | النوع     | القتلى | الجرحى | ملاحظات | مصدر  |
| ------------------------ | --------- | ------ | ------ | --- | ----- |
| 27 يناير - 3 فبراير 1980 | هجوم مسلح | 48     | ?      | أحداث قفصة: هجوم من قبل مجموعة مسلحة تسمي نفسها «جيش التحرير التونسي» تم تنظيمه من قبل ليبيا وسيطر لأيام على مدينة قفصة، قبل أن يقوم الجيش الوطني التونسي من استرجاع المدينة. خلفت هذه الأحداث 48 قتيلا، منهم 24 جندي و21 مدني و3 مسلحين، إضافة إلى حوالي 100 جريح وقرابة 60 معتقل في صفوف المسلحين. | [ 1 ] |
| 11 فبراير 1995           | هجوم مسلح | 7      | 0      | هجوم سندس 1995: مجموعة مسلحة قادمة من الجزائر تهجم على المركز الحدودي للحرس الوطني بهدف جمع المؤونة والسلاح، وتقوم بقتل السبعة الذين كانوا على عين المكان. | [ 2 ] |

## القرن الحادي والعشرين
ملاحظة: القتلى والجرحى يضمون أسفله في نفس الوقت الجناة والضحايا.
| التاريخ               | النوع          | القتلى | الجرحى | ملاحظات | مصدر          |
| --------------------- | -------------- | ------ | ------ | --- | ------------- |
| 11 أبريل 2002         | تفجير          | 20     | 30     | تفجير جربة 2002: قامت سيارة مليئة بالمتفجرات بالتوجه نحو كنيس الغريبة اليهودي في جزيرة جربة، وتم تفجيرها في مدخل الكنيس، وقتلت 14 سائح ألماني وثلاثة تونسيين وفرنسيين إثنين، وجرحت 30 أخرين. قتل كذلك المسلح الذي فجر السيارة.                                                                            | [ 3 ]         |
| 3 يناير 2007          | إطلاق النار    | 14     | ?      | حادثة سليمان 2007: وقعت مواجهات عنيفة بين قوات الأمن والجيش التونسية مع مسلحين يتبعون تنظيم «جيش أسد بن الفرات» التابع للجماعة السلفية للدعوة والقتال في مدينة سليمان، وقتل إثرها 12 مسلحا و2 من الجيش والأمن.                                                                                            | [ 4 ]         |
| 18 مايو 2011          | معركة          | 4      | 2      | حادثة الروحية: هي اشتباكات وقعت بين الأمن والجيش التونسي مع مسلحين في مدينة الروحية، وهي الأولى من نوعها في تونس بعد الثورة التونسية. قتل في الأحداث مقدم ورقيب من الجيش، وقتل كذلك مسلحان تونسيان، فيما جرح جندي ومواطن آخرين، ومن جهة أخرى تم إلقاء القبض على مسلحين ليبيين حوكما بعد ذلك ب20 سنة سجنا. | [ 5 ]         |
| 10 ديسمبر 2012 - الآن | معركة          | +90    | +60    | أحداث جبل الشعانبي: هي معارك متقطعة وتفجيرات بالألغام وكمائن بين مجموعات مسلحة والجيش التونسي في جبل الشعانبي في تونس وذلك منذ 10 ديسمبر 2012. أسفرت العمليات إلى حد الآن عن أكثر من 90 قتيلا من الجهتين، منهم 38 من الجيش التونسي الذي لديه أيضا حوالي 60 جريحا، فيما تم اعتقال حوالي 50 مسلحا.          | [ 6 ]         |
| 17- 19 أكتوبر 2013    | معركة          | 15     | 5      | حادثة قبلاط 2013: وقعت مواجهة بين قوات الأمن والجيش التونسية ومسلحين من أنصار الشريعة في جبل طويل قرب مدينة قبلاط. قتل إثرها 13 مسلحا و2 من الجيش والأمن الذي جرح منهم 5 كذلك، فيما تم اعتقال 4 مسلحين.                                                                                                   | [ 7 ]         |
| 23 أكتوبر 2013        | معركة          | 9      | 6      | حادثة سيدي علي بن عون 2013: وقعت اشتباكات بين الجيش الوطني وأفراد من أنصار الشريعة قرب مدينة سيدي علي بن عون، وأسفرت عن مقتل 3 مسلحين و6 جنود تونسيين إلى جانب 4 جرحى من الجيش. | [ 8 ]         |
| 30 أكتوبر 2013        | عملية انتحارية | 1      | 0      | قام انتحاري بتفجير نفسه على إحدى شواطئ مدينة سوسة، بعد أن حاول الدخول لفندق «رياض النخيل» دون أن ينجح في ذلك. لم تسفر هاته العملية عن أي قتيل أو جريح سوى منفذها. فيما أحبطت قوات الأمن محاولة تفجير أخرى تستهدف ضريح بورقيبة في المنستير.                                                                | [ 9 ]         |
| 18 مارس 2015          | إطلاق النار    | 24     | 45     | هجوم متحف باردو 2015: قام شخصان باقتحام أهم المتاحف التونسية المتحف الوطني بباردو في العاصمة تونس، وقاما بقتل العديد ورهن المئات. أسفر الهجوم عن مقتل 22 شخصا أغلبهم من السياح الأجانب، وجرح 45 أخرين. قتلت القوات الخاصة المسلحين الإثنين داخل المتحف.                                                   | [ 10 ]        |
| 26 يونيو 2015         | إطلاق النار    | 39     | 39     | هجوم سوسة 2015: قتل 38 سائحا وجرح 39 أخرين أغلبهم من السياح وذلك بعد أن هاجم مسلح أحد الفنادق في شواطئ المنتجع السياحي مرسى القنطاوي وذلك في مدينة سوسة. قتلت قوات الأمن الجاني أثناء الهجوم. | [ 11 ]        |
| 24 نوفمبر 2015        | عملية انتحارية | 13     | 20     | تفجير تونس 2015: قتل 12 فردا من الأمن الرئاسي التونسي وذلك عندما فجر مسلح نفسه في الحافلة التي تقلهم وذلك في وسط تونس العاصمة في شارع محمد الخامس. | [ 12 ]        |
| 7 - 9 مارس 2016       | معركة          | 66     | 14     | هجوم بنقردان 2016: بلغ عدد القتلى 66 قتيلًا، منهم 46 مسلحًا، و7 مدنيين و7 من الحرس الوطني و3 من الشرطة و2 من الجيش و1 من الديوانة (الجمارك)، فيما جرح 18 شخصا من القوات الأمنية والعسكرية والمدنيين. | [ 13 ]        |
| 29 أكتوبر 2018        | تفجير          | 0      | 15     | تفجير شارع الحبيب بورقيبة 2018: عمدت امرأة ثلاثينية تفجير نفسها بالقرب من دورية أمنية في شارع الحبيب بورقيبة وسط العاصمة تونس مما خلف 15 جريحا، 10 أمنيين و5 مدنيين، دون وقوع قتلى. قالت وزارة الداخلية أن الانتحارية "بايعت تنظيم الدولة الإسلامية داعش".                                                | [ 14 ] [ 15 ] |

## روابط خارجية
- موقع inkyfada لرصد الهجمات والعمليات الإرهابية في تونس بعد الثورة التونسية.